# Северна Маријанска Острва на Светском првенству у атлетици у дворани 2014.
Северна Маријанска острва су пети пут учествовала на Светском првенству у атлетици у дворани 2014. одржаном у Сопоту од 7. до 9. марта. Репрезентацију Северно Маријанских острва представљала је једна атлетичарка, која се такмичила у трци на 60 метара.,
На овом првенству Северна Маријанска острва нису освојили ниједну медаљу. Није било нових националних, личних и рекорда сезоне.

## Учесници
Жене:
- Рејчел Абрамс — 60 м

## Резултати

### Жене
| Атлетичарка   | Дисциплина | Лични рекорд | Квалификација | Квалификација | Полуфинале            | Полуфинале            | Финале                | Финале  | Детаљи |
| Атлетичарка   | Дисциплина | Лични рекорд | Резултат      | Место         | Резултат              | Место                 | Резултат              | Место   | Детаљи |
| ------------- | ---------- | ------------ | ------------- | ------------- | --------------------- | --------------------- | --------------------- | ------- | ------ |
| Рејчел Абрамс | 60 м       | 8,31         | 8,30 ЛР       | 7. у гр. 2    | Није се квалификовала | Није се квалификовала | Није се квалификовала | 43 / 43 |        |